# Who Do I Gotta Kill?
Who Do I Gotta Kill is een Amerikaanse film uit 1994 geregisseerd door Frank Rainone. De hoofdrollen worden vertolkt door James Lorinz en Tony Darrow.

## Verhaal
De schrijver Jimmy Corona (James Lorinz) heeft niet veel succes met zijn boeken. Zijn vriendin verlaat hem en hij heeft schulden. Corona besluit de maffia te infiltreren om er een boek over te schrijven, dat een bestseller wordt. Maar dan komen de problemen...

## Rolverdeling
| Acteur          | Personage                     |
| --------------- | ----------------------------- |
| James Lorinz    | Jimmy Corona                  |
| Tony Darrow     | Tony Bando                    |
| John Costelloe  | Billy "Bink-Bink" Borelli     |
| Vincent Pastore | Aldo "Birdman" Badamo         |
| Frank Gio       | Frankie "The Fixer" Giachetti |
| Richard Bright  | Belcher                       |
| Sandra Bullock  | Lori                          |
| Stephen Lee     | Bobby Blitzer                 |
| Gemma Nanni     | Angie Giachetti               |
| Steve Buscemi   | Fred (onvermeld)              |

## Trivia
De film is ook gekend onder de titel Me and the Mob.